# Staffage

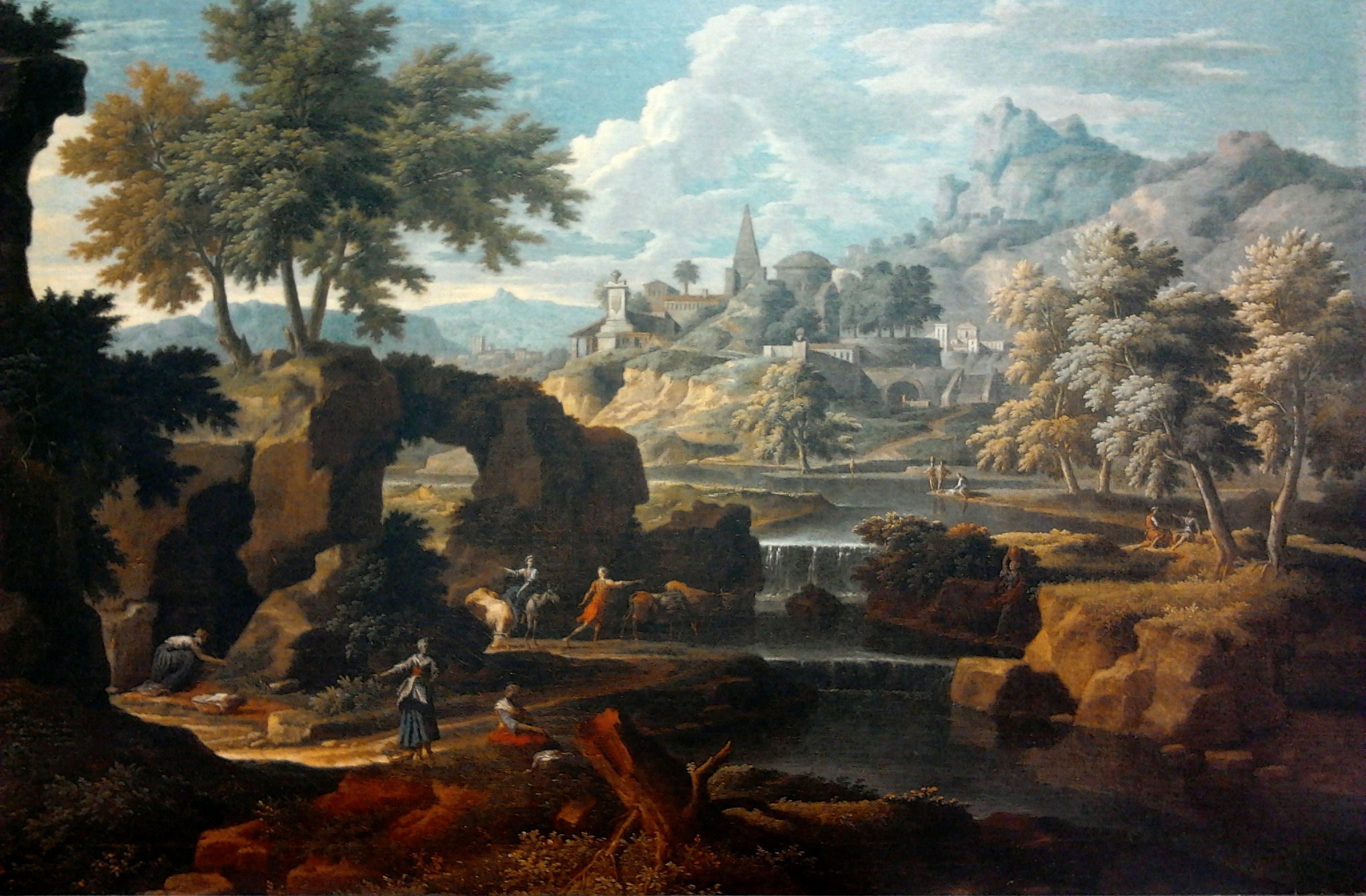
Paisaje clásico con staffage, final del XVII, Étienne Allegrain.

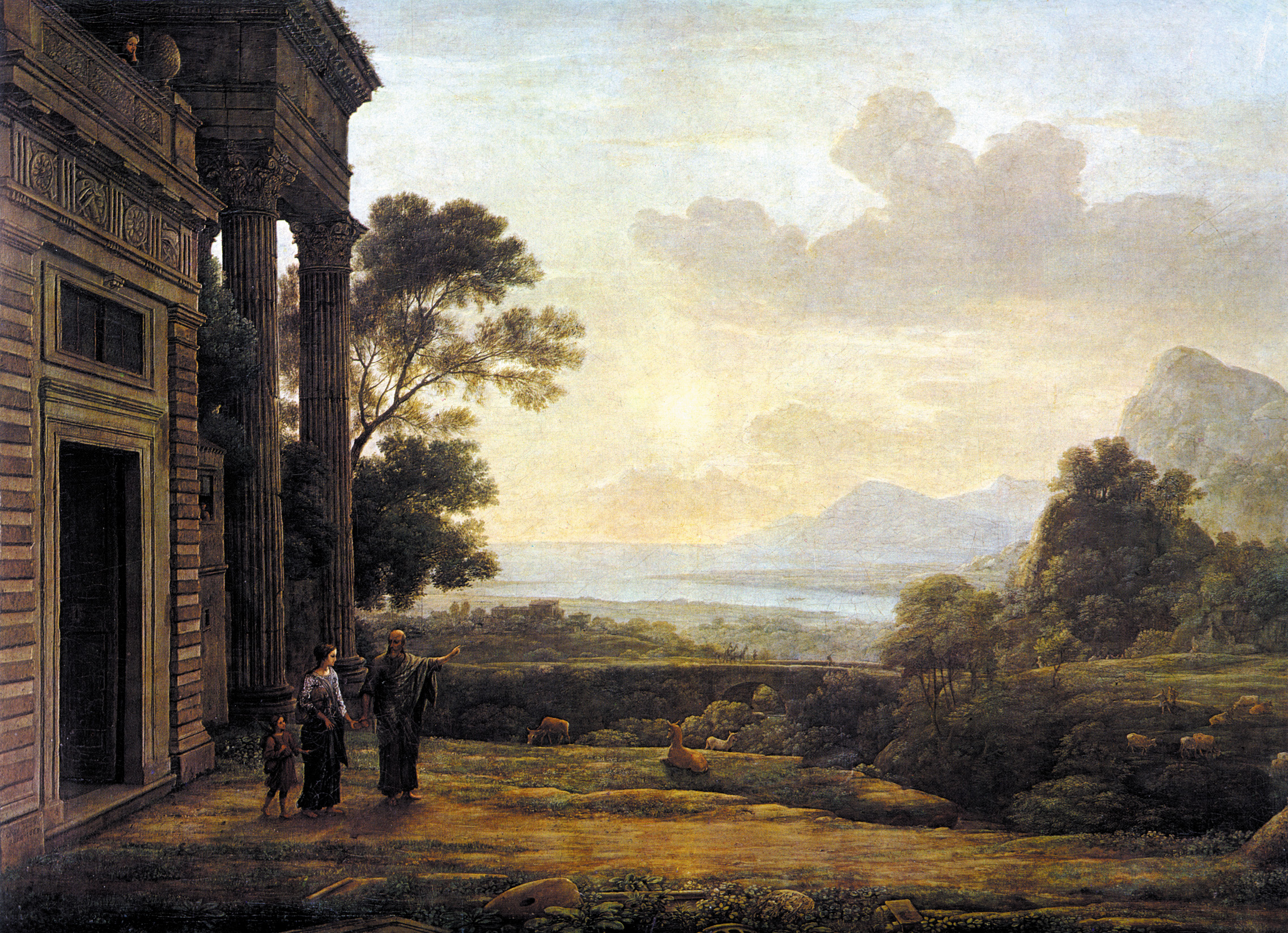
La Répudiation d'Agar, 1668, Le Lorrain.

En pintura, la palabra staffage, término híbrido procedente del alemán, designa a las figuras humanas o de animales que animan una escena, en particular en la pintura del paisaje, en la que este es propiamente el asunto principal de la obra.

## Origen y definición
Antes de la adopción de esta palabra en las artes visuales, entre el final del siglo XVIII y el comienzo del siglo XIX, staffage era utilizado en el idioma alemán para designar los accesorios o los objetos decorativos : viene de la palabra alemana stafferen (decorar) y del sufijo francés « -age ». August Demmin la define así :

Staffage vient du mot allemand staffel (degré), staffeley (chevalet), et stafferen (garnir) ; il désigne en peinture ce que l'on appelle en français peuplé, c'est-à-dire la partie d'un tableau formée par les figures d'hommes et de femmes qui « animent » un paysage.

 La palabra puede tener dos acepciones :
- como término general para designar toda figura en una obra, aunque sean, al menos ostensiblemente, el asunto principal ;
- como término descriptivo para las figuras sin identidad ni historia específica, que son apenas incluidas por razones decorativas o de composición. Aquí, el staffage es lo accesorio de la escena, aunque añade elementos esenciales de la vida a la obra ; puede añadir, además, profundidad a la pintura, reforzar el asunto principal y ayudar a dar una escalera clara de los colores de la composición.

Las figuras del staffage en este segundo sentido son siempre anónimas y tienen que estar diferenciadas de las otras figuras que aparezcan, igualmente utilizadas en paisajes, sin embargo el más a menudo ejecutadas con las mismas técnicas y proporciones. No obstante, cuando se trata de figuras mitológicas o bíblicas están utilizadas en lugar de pastores y de soldados anónimos, por ejemplo, el staffage tiene el efecto, según la contemporánea teoría de la jerarquía de los géneros, de transformar una pintura de paisaje en una pintura más prestigiosa, y a menudo además con mayor valor : la pintura de historia — y esto misma cuando las figuras son pequeñas en medio de anchos paisajes. Estas pinturas son tituladas a menudo bajo la forma Paisaje con... o Paisaje clásico con... detallando el staffage o poniendo todo simplemente la palabra « staffage ».
El staffage tiene que estar distinguido figuras de personaje en la pintura de género, que son igualmente anónimas y representan típicamente personas comunes, pero que son invariablemente el asunto principal de la pintura.

## Utilización
Durante el período barroco, pintores como Nicolas Poussin o Claudio de Lorena utilizaban regularmente el staffage. A veces, los especialistas en el paisaje pedían la colaboración de otros pintores para insertar figuras humanas en sus telas, es decir, con el fin de realizar el staffage en sus obras.
otros artistas habían dibujado sus propios modelos con el fin de utilizarlos repetidamente, por lo que se pueden ver personajes idénticos en varias obras de un mismo artista; a veces, estos modelos se pasaban de un artista a otro. Durante el siglo XIX, circularon libros con centenares de modelos de diferentes figuras de staffage, destinadas al consumo de los propios pintores con el fin último de realizar un « corta y pega » en sus composiciones.